# Deba (kommun)
Deba är en kommun i Spanien. Den ligger i Gipuzkoaprovinsen i den autonoma regionen Baskien i norra delen av landet, 300 km norr om huvudstaden Madrid. Antalet invånare är 5 399 (2024). Arean är 50,32 kvadratkilometer. Deba gränsar till Mutriku, Mendaro, Azkoitia, Azpeitia, Zestoa och Zumaia. 